# Greenhill and Redhill
Greenhill and Redhill var en civil parish fram till 1936 då den blev en del av Blyton, i grevskapet Lincolnshire, i England. Civil parish var belägen 5 km från Gainsborough och hade 19 invånare år 1931.